# Quett Masire
Quett Ketumile Joni Masire (Kanye, 23 de julho de 1925 – Gaborone, 22 de junho de 2017) foi professor e político, presidente de Botswana entre 1980 e 1998, ano em que renunciou e foi substituído por seu vice, Festus Mogae.
Nasceu na pequena cidade de Kanye. Foi professor e diretor da escola secundária de Seepapitso. O 1965 foi um dos fundadores do Partido Democrático de Botswana - BDP. Quando Botswana obteve independência, Masire se tornou vice-presidente do país.
Com a morte do presidente Seretse Khama em 13 de julho de 1980, Masire foi eleito presidente. Ele governou até o ano 1998, em que renunciou.
Após sua saída da presidência, ele se converteu num ativo diplomata, atuando como mediador na guerra civil da República Democrática do Congo. O 2007 ele foi indicado pela Comunidade para o Desenvolvimento da África Austral como mediador da disputa política em Lesoto.